# Ruta Estatal de Arizona 180A
La Ruta Estatal de Arizona 180A, y abreviada SR 180A (en inglés: Arizona State Route 180A) es una carretera estatal estadounidense ubicada en el estado de Arizona. La carretera inicia en el sur desde la SR 61     en Concho hacia el norte en la US 180     en Concho. La carretera tiene una longitud de 18 km (11.18 mi).

## Mantenimiento
Al igual que las autopistas interestatales, y las rutas federales y el resto de carreteras estatales, la Ruta Estatal de Arizona 180A es administrada y mantenida por el Departamento de Transporte de Arizona por sus siglas en inglés ADOT.